# Hans Bratt
Hans Axel Gunnarsson Bratt, född 14 september 1924 i Engelbrekts församling i Stockholm, död 22 juli 1993 i Lidingö, var en svensk restaurangägare och direktör.

## Biografi
Hans Bratt var son till tjänstemannen Gunnar Bratt och Alfild Malmquist samt brorson till läkaren och politikern Ivan Bratt och sonson till hovrättsrådet Axel Bratt. De tillhörde släkten Bratt (från Brattfors).
Efter praktik på Grand Hôtel i Stockholm 1939–1945 var han anställd i Lausanne, Grenoble och Juan-les-Pins 1945–1946. Han blev hovmästare på Grand Hôtel 1946, restaurangchef på Bellmansro 1947 och på Riche 1949–1954 innan han blev källarmästare på Bacchi Wapen och Snäckgärdsbaden 1954–1959.
År 1959 blev Hans Bratt direktör för Richekoncernen och 1960 för Operakällaren i Stockholm. På 1960-talet blev han direktör och chef för Strand hotell i Stockholm och för restaurangerna Hermitage och Meson Carlos I, Palma de Mallorca. Under en period var han intendent hos Shahen i Persien och hans syster. Senare var han direktör i Tjurenföretagen AB.
Han är begravd i Brattska familjegraven på Norra begravningsplatsen i Stockholm.

## Familj
Hans Bratt var gift första gången 1953–1955 med Carin Ohlsson (1917–1976), andra gången 1955–1960 med Caisa Ryberg (1923–1961), dotter till grosshandlaren Ernst Ryberg och Ingeborg, ogift Berglund, tredje gången 1961–1964 med Birgitta "Pyrran" Norinder (född 1938), dotter till företagsledaren Carl-Robert Norinder och Anna-Lisa Ahlgren, samt fjärde gången 1969–1979 med Dawn Mary Gray (född 1936).
I femte och sista äktenskapet var han gift från 1979 till sin död med direktören Ettan Kleen (född 1947), som tillhör adliga ätten af Kleen samt är dotter till direktören Anders Kleen och Catharina, ogift von Seth.
Hans Bratts son och namne, Hans Bratt (född 1954), blev också hotelldirektör. Han är VD för ett hotell i Cozumel, Mexico.